# مارتن سامويلسن
مارتن سامويلسن (بالنرويجية: Martin Samuelsen‏) هو لاعب كرة قدم نرويجي في مركز الوسط المهاجم ولد في يوم 17 أبريل 1997 في بلدة هاوغسوند في النرويج، يلعب حالياً مع نادي وست هام يونايتد في الدوري الإنجليزي الممتاز وسبق له اللعب مع نادي بيتربورو يونايتد، في سنة 2016 بدأ باللعب مع منتخب النرويج لكرة القدم ويبلغ طول اللاعب 189 سم.

## روابط خارجية
- مارتن سامويلسن على موقع الاتحاد الأوربي (الإنجليزية)
- مارتن سامويلسن على موقع اتحاد النرويج (النرويجية)
- مارتن سامويلسن على موقع قاعدة بيانات كرة القدم.إي يو (الإنجليزية)
- مارتن سامويلسن على موقع ناشيونال فوتبول تيمز (الإنجليزية)
- مارتن سامويلسن على موقع Soccerbase.com (لاعب) (الإنجليزية)
- مارتن سامويلسن على موقع Soccerway.com (الإنجليزية)
- مارتن سامويلسن على موقع عالم كرة القدم.نت (الإنجليزية)